# Wolfgang Wirth (Mediziner, 1898)

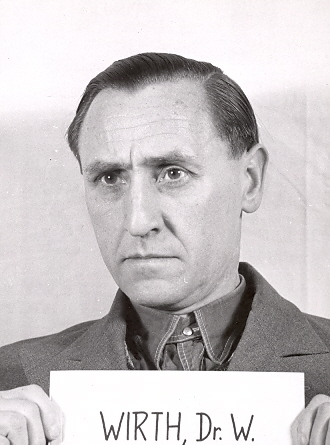
Wolfgang Wirth während der Internierung nach Kriegsende

Maximilian Wilhelm Wolfgang Fuller Wirth (* 2. November 1898 in Newport, Großbritannien; † 12. Juni 1996 in Wuppertal) war ein deutscher Chemiker, Toxikologe und Pharmakologe sowie Oberstarzt. Er war Experte für Giftgase.

## Leben und Wirken
Wolfgang Wirth war ein Sohn des Chemikers Hans Wirth und dessen Ehefrau Elisabeth, geborene Hager. An der Universität Würzburg studierte Wirth und wurde 1924 in Chemie promoviert. Im September desselben Jahres wurde er wissenschaftlicher Mitarbeiter von Ludwig Werner Haase an der Biologischen Reichsanstalt in Berlin-Dahlem, 1927 Assistent von Ferdinand Flury, dem wie Wirth mit Giftgasforschung für die Reichswehr befassten Entwickler des Zyklon B, am Pharmakologischen Institut der Universität Würzburg. 1930 wurde er an der Universität Würzburg in Medizin promoviert. Er habilitierte sich 1935 ebendort unter Flury mit der Arbeit Experimentelle Studien zur Behandlung von Vergiftungen durch Blausäure-Einatmung und wurde im selben Jahr Dozent. 1936 wurde er Regierungsrat und Referent (später Gruppenleiter) beim Heereswaffenamt, in dessen Auftrag er bereits seit September 1924 tätig gewesen war, und im Februar 1938 Oberstabsarzt, ferner erhielt er einen Lehrauftrag über Toxikologie an der Universität Berlin. 1940 fand seine Ernennung zum außerordentlichen Professor und Oberfeldarzt statt. 1942 stieg er in den Rang eines Oberstarztes auf.

Von Anfang 1938 bis Mitte 1943 war er Leiter der aus der gastherapeutischen Abteilung hervorgegangenen pharmakologisch-toxikologischen Abteilung der Militärärztlichen Akademie, die mit Kriegsbeginn 1939 zu einem eigenständigen Institut zur Kampfstoffabwehr (Wehrtoxikologie) umgewandelt wurde, und wo Wirth nach dem Tod von Paul Schürmann von Juli 1941 bis August 1943 dessen Amt als Kommandeur der Lehrgruppe C übernommen hatte. Dabei war Wolfgang Wirth als Gruppenleiter der Gruppe VII (Toxikologie der Kampfstoffe und Sonderfragen) der Gasschutzabteilung (mit Zuständigkeiten für die Heereserprobungsstelle Raubkammer wie für das Labor VII in der Spandauer Zitadelle, wo die Familie Wirth auch wohnte) auch zuständig für Giftgasversuche mit Tabun und Sarin. Im Dezember 1941 erhielt Wirth das Kriegsverdienstkreuz mit Schwertern I. Klasse. Während seiner Tätigkeit im Heereswaffenhauptamt schützte er den durch den Volksgerichtshof zum Tode verurteilten Akteur der Widerstandsgruppe Europäische Union, Robert Havemann, durch einen von ihm initiierten Aufschub vor der Vollstreckung. Dabei gab Wirth vor, dass Havemann für kriegswichtige Forschung eingesetzt werden sollte. 

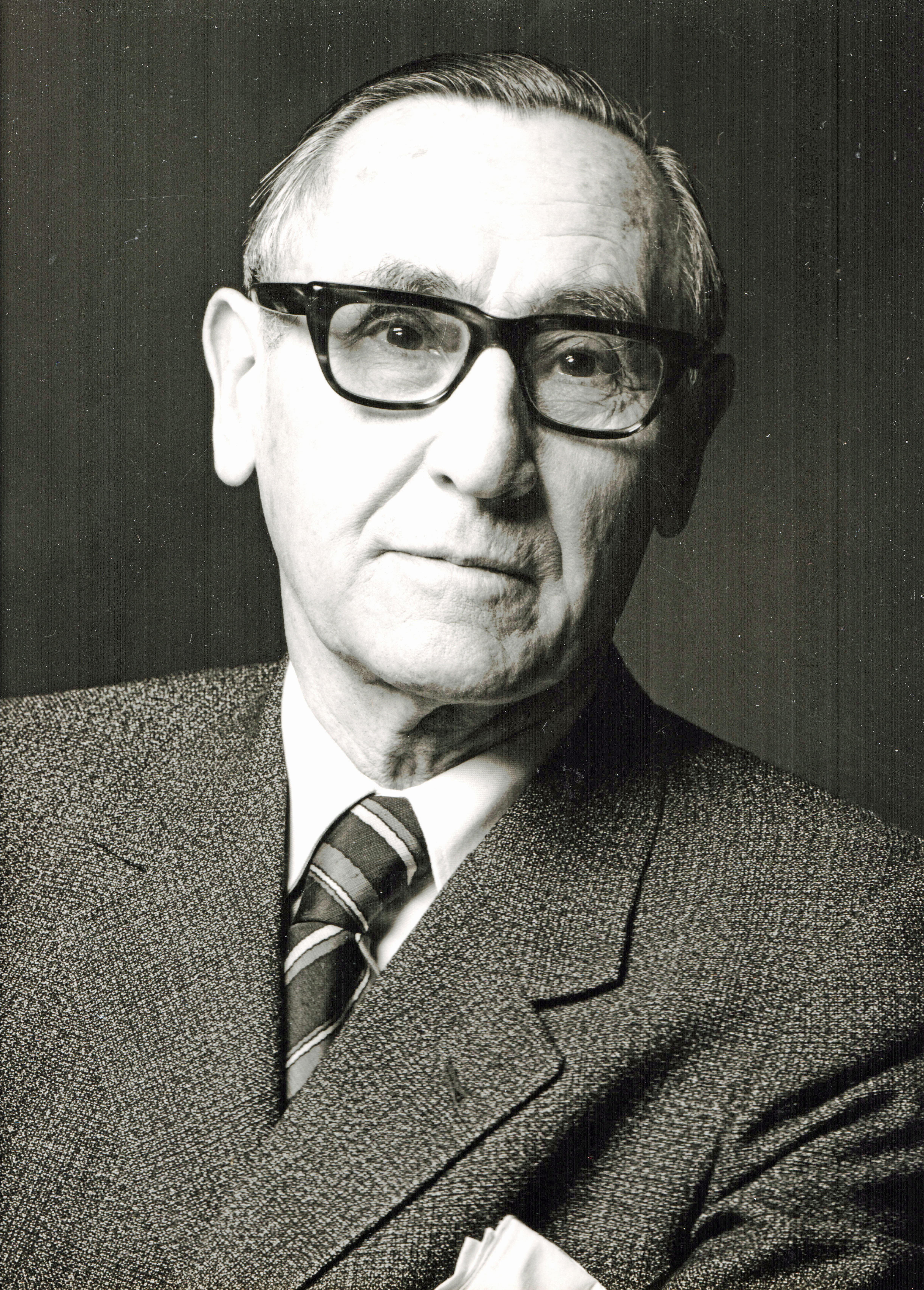
Wolfgang Wirth in den 1970er Jahren

Er war mehrmals bis 1933 auf dem russischen Versuchsplatz Tomka bei Giftgasversuchen mit Lost („Senfgas“) anwesend, wo auch mit den Kampfstoffen Blaukreuz (Clark) und Grünkreuz (Perstoff) sowie einem „Pfiffikusgemisch“ (Clark mit oder ohne Loste) Versuche angestellt wurden. Die Kenntnisse von Menschenversuchen mit Senfgas im KZ Sachsenhausen im Herbst 1939 bestritt Wirth im Zuge seines Entnazifizierungsprozesses. Bei seinem Besuch in Sachsenhausen inspizierte er zwar Versuchspersonen mit Ätzwunden, nahm aber nicht an der Durchführung der Experimente teil. An anderer Stelle stützt die Aktenlage die Aussagen Wirths, dass bei Menschenversuchen des von ihm geleiteten Institutes nur Versuche an den eigenen Mitarbeitern sowie an Angehörigen der Militärärztlichen Akademie, der Studentenkompanien und der Heeres-Gasschutz-Schulen durchgeführt wurden. Diese Versuche an Mitgliedern und Angehörigen des Heeres fanden auf freiwilliger Basis statt.
Ab 16. April 1945 war Wirth in einem amerikanischen Internierungslager. Bei einer Vernehmung am 12. Februar 1947 sprach er die Unwahrheit, als er sagte, er habe sich mit niemandem über Lostversuche an Menschen unterhalten.
Ab 1948 arbeitete er in der Pharmakologischen Abteilung der Farbenfabriken Bayer in Elberfeld (und ab 1954 war er Abteilungsleiter bei Bayer). Im Jahr 1949 wurde er außerordentlicher Professor der Medizinischen Akademie Düsseldorf. 1973 erhielt er als Auszeichnung der deutschen Pharmaindustrie die Paul-Martini-Medaille in Gold. 1975 wurde ihm – weil er den Gaskrieg verhindert haben soll – das Große Bundesverdienstkreuz verliehen. Neben seiner wissenschaftlichen Leistung wurde er auch für seine Unterstützung politisch verfolgter Wissenschaftler geehrt. Zudem wurde Wirth dafür gewürdigt, dass er zum Ende des Zweiten Weltkrieges den möglichen Einsatz von Giftgas, vor dessen Einsatz er und Ferdinand Flury schon zuvor gewarnt hatten, verhinderte. Wirth war Ehrenmitglied zahlreicher pharmakologischer und toxikologischer Gesellschaften, so der Deutschen Pharmakologischen Gesellschaft und der Arbeitsgemeinschaft für Neuropsychopharmakologie und Pharmakopsychiatrie.
1989 kam das Buch Der Wert des Menschen – Medizin in Deutschland 1918 bis 1945, herausgegeben von der Ärztekammer Berlin in Zusammenarbeit mit der Bundesärztekammer, heraus. Dieses Buch enthielt laut Klaus Wirth, dem Sohn Wolfgang Wirths, unzutreffende Behauptungen über Wolfgang Wirth. Klaus Wirth erwirkte daher eine strafbewehrte Unterlassungs- und Verpflichtungserklärung des Verlags und die Auslieferung des Buches wurde gesperrt.

## Familie

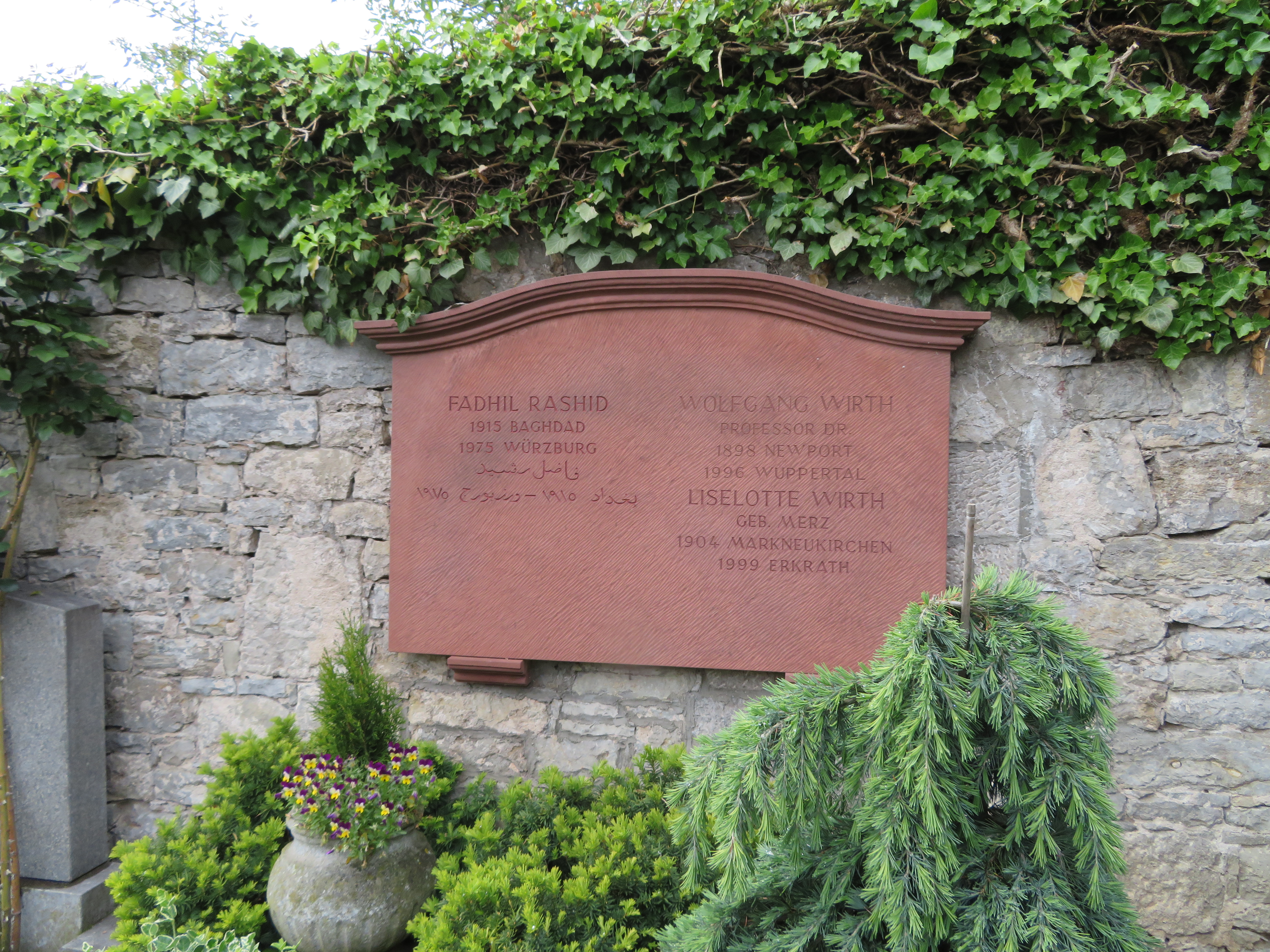
Grabstätte Wirths auf dem Friedhof in Sommerhausen

Im Jahr 1925 heiratete Wolfgang Wirth Liselotte Merz, das zweite Kind des Ehepaars Curt Bernhard Merz und Olga Lotte Merz, geb. Reinhold. Am 15. Juni 1926 wurde in Berlin-Lichterfelde die Tochter Lottelise geboren, später folgte noch der Sohn Klaus. Etwa ab 1930 lebte die Familie in Würzburg in der Sanderglacisstraße, 1936 übersiedelte sie in die Zitadelle in Berlin-Spandau. Liselotte Wirth zog 1944 mit dem Sohn Klaus in der Hoffnung, dort den Fliegerangriffen zu entgehen, wieder nach Würzburg. Ihre Tochter war zu dieser Zeit bereits außer Haus und leistete Arbeitsdienst bzw. Kriegshilfsdienst. Nach dem Bombenangriff auf Würzburg vom 16. März 1945 kamen Liselotte Wirth und ihre Kinder im Schloss in Sommerhausen unter. Da Wolfgang Wirth in dieser Zeit nicht bei der Familie lebte, wurden sie von Hilfsdiensten versorgt. Lottelise Wirth studierte Medizin, ihr Bruder Klaus wurde Pharmakologe. Lottelise Wirth war in erster Ehe mit Wolfgang Norpoth verheiratet, in zweiter Ehe, ab 1962, war sie mit Fadhil Rashid, Leiter der Arab Bank, den sie in Bad Mergentheim kennengelernt hatte, verheiratet. Bis 1964 lebte das Paar in Jedda in Saudi-Arabien, danach bis 1970 in Kuwait, wo Lottelise Wirth-Rashid eine Praxis betrieb und als Begleitärztin für Flüge im arabischen Raum arbeitete. 1970 endete Rashids Mandat bei der Arab Bank und er zog mit seiner Frau nach Sommerhausen, wo diese eine Arztpraxis übernahm.

## Schriften (Auswahl)
- Zur Spaltung racemischer Gemische durch Molekülverbindungen mit optisch-aktiven Stoffen. [1924] (phil. Dissertation, Universität Würzburg, 1924).
- Untersuchung über Reizschwellenwerte von Geruchsstoffen bei Insekten. In: Biologisches Zentralblatt. Bd. 48 (1928), Nr. 9, S. 567–576.
- Beitrag zur Wirkung von Gasgemischen (nitrose Gase-Kohlenoxyd). In: Archiv für experimentelle Pathologie und Pharmakologie. Bd. 157 (1930), H. 1, S. 108 f., u. H. 6, S. 264–285 (med. Dissertation, Universität Würzbürg, 1930).
- Experimentelle Studien zur Behandlung der Vergiftung durch Blausäure-Einatmung. In: Archiv für experimentelle Pathologie und Pharmakologie. Bd. 179 (1935), H. 4/5, S. 558–602 (Habilitationsschrift, Universität Würzburg, 1935).
- Zur Frage der Entgiftung der Blausäure. In: Biochemische Zeitschrift. Bd. 4 (1934), Nr. 6, S. 455–459.
- Zur Behandlung der Blausäurevergiftung bei der Einatmung. In: Zentralblatt für Gewebehygiene und Unfallverhütung (Sonderdruck), Bd. 14 (1937), Nr. 11.
- Kampfstoffverletzungen (unter besonderer Berücksichtigung bisheriger Erfahrungen), In: 1. Kriegstagung der beratenden Fachärzte am 3. und 4. Januar 1940 in der Militärärztlichen Akademie Berlin, 1940, S. 50–66.
- Feinsabotagen durch Gifte, In: Bericht über die 4. Arbeitstagung der beratenden Fachärzte vom 16. bis 18. Mai 1944 im Lazarett Hohenlychen, S. 49–51.
- Toxikologie, In: Naturforschung und Medizin in Deutschland 1939–1946 (Sonderdruck), Bd. 63 (1948), S. 145–254.
- "Neuroplegie", "potenzierte Narkose" und "kontrolierte Hypothermie" (zur Pharmakologie), In: Langenbecks Archiv und Deutsche Zeitschrift für Chirurgie (Sonderdruck), Bd. 279 (1954), S. 732–743.
- Zur Wirkungsweise psychotroper Substanzen, In: Aktuelle themen der Inneren Medizin und ihrer Grenzgebiete. Vorträge vom 6. Bayrischen Internisten Kongreß in Nürnberg (Sonderdruck), 1959, S. 161–171.
- Allgemeiner Überblick über Neuroleptika, In: Monatskurse für die ärztliche Fortbildung (Sonderdruck), Bd. 8 (1959), S. 382–386.
- Hypnotika, Narkotika, Psychopharmaka in verkehrsmedizinischer Betrachtung, In: Der heutige Stand der Therapie des Diabetes mellitus und seiner Komplikationen. Neue und bewährte alte Therapieformen des Asthma bronchiale. Gefährdung der Verkehrssicherheit durch Krankheiten und Medikamenten, Bd. 3, 1964, S. 239–258.
- Der Schmerz und seine Bekämpfung, In: Pharmazeutische Zeitung. Vereinigt mit Apotheker-Zeitung. Zentralorgan für den Deutschen Apothekerstand, Bd. 5, 1965, S. 163–170.
- mit F. Hoffmeister: Pharmakologische Untersuchungen mit Propanidid. In: Die intravenöse Kurznarkose mit dem neuen Phenoxyessigsäure-Derivat Propanidid. Springer, 1965
- Die Arzneimittel-Entwicklung in den nächsten 20. Jahren, In: Gesundheit in der Welt von morgen. Broschüre des Bundesausschusses zum Weltgesundheitstages 1968 (Sonderdruck), 1968.
- Paul Martini und die Klinische Pharmakologie. Festvortrag anläßlich der feierlichen Inauguration der "Paul-Martini-Stiftung" am 3. April 1967 in Wiesbaden, In: Forschung. Praxis. Fortbildung.Organ für die gesamte praktische und theoretische Medizin, Bd. 9, 1967, S. 245–247.
- Toxikologie-Fibel für Ärzte. Apotheker. Naturwissenschaftler. Juristen und Studierende, 2. überarb. und erg. Aufl., 1971.
- Gemeinsam u. a. mit Friedrich Bär, Wolfgang Bruns, Hans-Jürgen Hapke, Dietrich Henschler, Otto Rudolf Klimmer, Herbert Remmer: Denkschrift Toxikologie, Deutsche Forschungsgemeinschaft, Harold Boldt Verlag KG, Boppard, 1975